# Котик Богдан Дмитрович
Богдан Дмитрович Котик (6 листопада 1936, село Лука, нині Самбірського району Львівської області — 14 серпня 1991, місто Львів) — український радянський діяч, голова Львівського міськвиконкому. Народний депутат України 1-го скликання (1990—1991). Кандидат економічних наук (1981).

## Біографія
Народився в родині робітника. Трудову діяльність розпочав у 1954 році майстром Рівненського механічного заводу. У 1956—1959 роках — інженер-технолог Львівського машинобудівного заводу. Член КПРС з 1962 року.
У 1963 році закінчив Львівський політехнічний інститут.
Перебував на комсомольській і партійній роботах. У січні 1963—грудні 1964 року — 2-й секретар Львівського промислового обласного комітету ЛКСМУ. У січні 1965—1966 року — 2-й секретар Львівського обласного комітету ЛКСМУ. У 1966—1971 роках — 1-й секретар Львівського обласного комітету ЛКСМУ.
У 1971—1974 роках — на відповідальній роботі в апараті Львівського обласного комітету КПУ.
У 1974—1986 роках — директор Львівського заводу біофізичних приладів Московського науково-виробничого об'єднання «Біофізприлад». У 1986—1989 роках — генеральний директор Львівського виробничого об'єднання «Іскра».
Обраний головою виконавчого комітету Львівської міської ради народних депутатів у січні 1989 року. 16 вересня 1989 року вийшов з КПРС. У квітні 1990 року переобраний на посаду голови виконавчого комітету депутатами Львівської міської ради першого демократичного скликання. Був ініціатором ухвали міської ради про демонтаж пам'ятника Леніну у Львові. У 1990 році добровільно залишив посаду голови міськвиконкому.
В останні роки свого перебування на посту голови міськвиконкому співпрацював із керівниками Української греко-католицької церкви, допомагаючи їй отримати законне право на здійснення церковних обрядів. 
У 1990—1991 роках працював директором Львівського регіонального відділення Українського державного акціонерного товариства «Торговий дім».
Помер 14 серпня 1991 року після серцевого нападу. Вперше з 1946 року глава Української греко-католицької церкви служив панахиду за урядову особу в місті Львові. На похороні було присутніх близько 50,000 — 60,000 людей. Похований на 62 полі Личаківського цвинтаря у Львові.

## Нагороди
- два ордени Трудового Червоного Прапора (10.06.1986);
- Орден Дружби народів;
- Грамота Президії Верховної Ради Української РСР (25.10.1968).

## Вшанування пам'яті
1993 року вулицю Валі Котика у Львові перейменована на пошану Богдана Котика. Після того, як у 1997 році колишню вулицю Борсоєва у місцевості Цетнерівка перейменували на вулицю Богдана Котика і аби уникнути дублювання назв вулиць Львова, того ж року перейменували вже колишню вулицю Богдана Котика у місцевості Сигнівка на вулицю Пустомитівську.